# Monasterio de la Zaidía
El Real monasterio de la Zaidía, nombre popular del  Monasterio Nuestra Señora de Gratia Dei, llamando también Real Monasterio para señoras nobles que quisieran ser Religiosas Cistercienses era un convento de mujeres situado a orillas del Turia, junto al poblado conocido como Marchalenes y frente del puente de San José. El monasterio fue consagrado a María Santísima de Gracia por su impulsora, doña Teresa Gil de Vidaure, tercera esposa de Jaime I.
El monasterio estaba situado en el antiguo palacio de los reyes Lobo y Jayent, incluyendo todas las casas próximas, y otorgado a doña Teresa por Real Privilegio refrendado por el escribano de Jaime I, Pedro de Capella. Se encontraba cerca del Turia frente a la ciudad, saliendo por el Portal Nuevo y el puente de San José. En el primer Repartiment el palacio del rey Lobo fue adjudicado al arzobispo de Narbona, confesor del rey; después lo recobró para regalarlo a su mujer. Esta donación está fechada en Lérida a 5 de abril de 1260. 
En la Guerra de Sucesión, el Monasterio jugó un papel importante para la causa borbónica y así Felipe V envió una carta para que las religiosas del monasterio de la Zaidía en lo sucesivo llevaran el título de Ilustríssimas Señoras.
El monasterio original fue derruido en la Guerra de la Independencia Española, cuando llegaban las tropas napoleónicas a la ciudad, al mismo tiempo que el Palacio del Real de Valencia, el Realet y otras edificaciones de fuera de las murallas.
A mitad del siglo XIX, pocos años después de su destrucción fue reconstruido de obra nueva. Un siglo después, el monasterio fue derribado definitivamente, en los años sesenta, edificado en su lugar un barrio popular. Actualmente y desde los años 70 el monasterio está ubicado en Benaguacil (Valencia) y allí descansan los restos de su fundadora.